# Plesiochrysa depressa
Plesiochrysa depressa är en insektsart som först beskrevs av Steinmann 1968.  Plesiochrysa depressa ingår i släktet Plesiochrysa och familjen guldögonsländor. Inga underarter finns listade i Catalogue of Life.